# Vejrø (ö i Danmark, Region Mittjylland)
Vejrø är en ö i Danmark. Den ligger i Region Mittjylland, i den centrala delen av landet. Arean är 0,54 kvadratkilometer. På ön växer gräs och lite skog.
Terrängen på Vejrø är mycket platt. Öns högsta punkt är 20 meter över havet. Den sträcker sig 0,6 kilometer i nord-sydlig riktning, och 1,1 kilometer i öst-västlig riktning.